# Mistrovství světa v rychlobruslení juniorů 2010
Mistrovství světa v rychlobruslení juniorů 2010 se konalo od 12. do 14. března 2010 v rychlobruslařské hale Krylatskoje v ruské Moskvě. Celkově se jednalo o 39. světový šampionát pro chlapce a 38. pro dívky. Českou výpravu tvořili Milan Sáblík a Karolína Erbanová.
| Program                                                  | Program                                                                    | Program                                                         |
| -------------------------------------------------------- | -------------------------------------------------------------------------- | --------------------------------------------------------------- |
| 12. března                                               | 13. března                                                                 | 14. března                                                      |
| 500 m chlapci 500 m dívky 1 500 m dívky 3 000 m chlapci2 | 500 m chlapci1 1 000 m dívky 1 500 m chlapci 3 000 m dívky 5 000 m chlapci | 500 m dívky1 1 000 m chlapci1 družstva chlapci1 družstva dívky1 |

1 závody, které se nezapočítávaly do víceboje
2 závod, který byl pouze součástí víceboje

## Chlapci
| Pořadí           | Jméno             | Země        | Čas 1        | Čas 2       | Celkový čas |
| ---------------- | ----------------- | ----------- | ------------ | ----------- | ----------- |
| Zlatá medaile    | Artur Nogal       | Polsko      | 35,89 (1.)   | 35,73 (1.)  | 71,620      |
| Stříbrná medaile | Richard MacLennan | Kanada      | 35,95 (3.)   | 35,84 (2.)  | 71,790      |
| Bronzová medaile | Alexej Bondarčuk  | Kazachstán  | 35,94 (2.)   | 36,15 (3.)  | 72,080      |
| 4.               | Laurent Dubreuil  | Kanada      | 36,088 (5.)  | 36,22 (4.)  | 72,280      |
| 5.               | Robert Lawrence   | USA         | 36,37 (8.)   | 36,24 (5.)  | 72,610      |
| 6.               | Šunsuke Nakamura  | Japonsko    | 36,29 (7.)   | 36,40 (8.)  | 72,690      |
| 7.               | Daniel Greig      | Austrálie   | 36,18 (6.)   | 36,55 (9.)  | 72,730      |
| 8.               | Kim Wu-čin        | Jižní Korea | 36,74 (9.)   | 36,38 (7.)  | 73,120      |
| 9.               | Andrej Panov      | Rusko       | 36,903 (11.) | 36,30 (6.)  | 73,200      |
| 10.              | Tommi Pulli       | Finsko      | 36,81 (10.)  | 36,67 (10.) | 73,480      |
|                  |                   |             |              |             |             |
| —                | Milan Sáblík      | Česko       | 37,81 (44.)  | —           | —           |

| Pořadí           | Jméno             | Země       | Celkový čas |
| ---------------- | ----------------- | ---------- | ----------- |
| Zlatá medaile    | Brian Hansen      | USA        | 1:10,81     |
| Stříbrná medaile | Richard MacLennan | Kanada     | 1:10,93     |
| Bronzová medaile | Koen Verweij      | Nizozemsko | 1:10,973    |
| 4.               | Laurent Dubreuil  | Kanada     | 1:10,977    |
| 5.               | Alexej Bondarčuk  | Kazachstán | 1:11,20     |
| 6.               | Kjetil Stiansen   | Norsko     | 1:11,71     |
| 7.               | Gilmore Junio     | Kanada     | 1:11,79     |
| 8.               | Artur Nogal       | Polsko     | 1:11,98     |
| 9.               | Tommi Pulli       | Finsko     | 1:12,00     |
| 10.              | Šunsuke Nakamura  | Japonsko   | 1:12,09     |
|                  |                   |            |             |
| 16.              | Milan Sáblík      | Česko      | 1:13,56     |

| Pořadí           | Jméno                    | Země        | Celkový čas |
| ---------------- | ------------------------ | ----------- | ----------- |
| Zlatá medaile    | Brian Hansen             | USA         | 1:46,83     |
| Stříbrná medaile | Koen Verweij             | Nizozemsko  | 1:47,96     |
| Bronzová medaile | Antoine Gélinas-Beaulieu | Kanada      | 1:48,44     |
| 4.               | Sverre Lunde Pedersen    | Norsko      | 1:49,28     |
| 5.               | Ha Hong-son              | Jižní Korea | 1:49,51     |
| 6.               | Tommi Pulli              | Finsko      | 1:49,93     |
| 7.               | Frank Hermans            | Nizozemsko  | 1:50,67     |
| 8.               | Maurice Vriend           | Nizozemsko  | 1:50,70     |
| 9.               | Li Paj-lin               | Čína        | 1:50,77     |
| 10.              | Richard MacLennan        | Kanada      | 1:51,05     |
|                  |                          |             |             |
| 21.              | Milan Sáblík             | Česko       | 1:52,91     |

| Pořadí | Jméno                    | Země        | Celkový čas |
| ------ | ------------------------ | ----------- | ----------- |
| 1.     | Koen Verweij             | Nizozemsko  | 3:43,54     |
| 2.     | Sverre Lunde Pedersen    | Norsko      | 3:47,05     |
| 3.     | Brian Hansen             | USA         | 3:47,60     |
| 4.     | Frank Hermans            | Nizozemsko  | 3:48,47     |
| 5.     | Pak Sok-min              | Jižní Korea | 3:48,50     |
| 6.     | Antoine Gélinas-Beaulieu | Kanada      | 3:49,66     |
| 7.     | Tomoja Watanabe          | Japonsko    | 3:50,59     |
| 8.     | Maurice Vriend           | Nizozemsko  | 3:51,18     |
| 9.     | Šóta Nakamura            | Japonsko    | 3:52,22     |
| 10.    | Sun Lung-ťiang           | Čína        | 3:52,86     |
|        |                          |             |             |
| 21.    | Milan Sáblík             | Česko       | 3:58,87     |

| Pořadí           | Jméno                    | Země        | Celkový čas |
| ---------------- | ------------------------ | ----------- | ----------- |
| Zlatá medaile    | Koen Verweij             | Nizozemsko  | 6:25,15     |
| Stříbrná medaile | Brian Hansen             | USA         | 6:33,89     |
| Bronzová medaile | Antoine Gélinas-Beaulieu | Kanada      | 6:34,66     |
| 4.               | Sverre Lunde Pedersen    | Norsko      | 6:36,82     |
| 5.               | Pak Sok-min              | Jižní Korea | 6:38,04     |
| 6.               | Šóta Nakamura            | Japonsko    | 6:40,04     |
| 7.               | Frank Hermans            | Nizozemsko  | 6:40,17     |
| 8.               | Ha Hong-son              | Jižní Korea | 6:41,91     |
| 9.               | Simen Nilsen             | Norsko      | 6:43,32     |
| 10.              | Maurice Vriend           | Nizozemsko  | 6:44,54     |
|                  |                          |             |             |
| 20.              | Milan Sáblík             | Česko       | 6:55,26     |

| Pořadí           | Jméno                                                                    | Čas ve finále | Čas v rozjížďce |
| ---------------- | ------------------------------------------------------------------------ | ------------- | --------------- |
| Zlatá medaile    | Norsko Sverre Lunde Pedersen, Håvard Holmefjord Lorentzen, Simen Nilsen  | 3:54,54       | 3:50,02         |
| Stříbrná medaile | Jižní Korea Kim Wu-čin, Ha Hong-son, Pak Sok-min                         | 3:54,57       | 3:52,56         |
| Bronzová medaile | Nizozemsko Frank Hermans, Maurice Vriend, Lucas van Alphen, Koen Verweij | 3:53,09 (WR)  | 3:53,20         |
| 4.               | USA Brian Hansen, Colton Barrett, Paul Nahrwold, Robert Lawrence         | 3:59,04       | 3:57,20         |
| 5.               | Německo Hubert Hirschbichler, Jann-Luca Zinser, Jonas Pflug              | —             | 3:57,93         |
| 6.               | Rusko Alexej Beljakov, Alexej Suvorov, Jaroslav Vikulin                  | —             | 3:58,43         |
| 7.               | Japonsko Tomoja Watanabe, Šóta Nakamura, Džunja Miwa                     | —             | 3:59,65         |
| 8.               | Čína Sun Lung-ťiang, Mu Čung-šeng, Li Paj-lin                            | —             | 4:02,18         |
| 9.               | Kanada Richard MacLennan, Antoine Gélinas-Beaulieu, Martin Corbett       | —             | 4:03,52         |
| 10.              | Itálie Andrea Giovannini, Matteo Signora, Hannes Untermarzoner           | —             | 4:05,98         |

### Celkové výsledky víceboje
- Závodu se zúčastnilo 30 závodníků.

| Pořadí           | Jméno                    | Země        | 500 m        | 3 000 m       | 1 500 m       | 5 000 m       | Počet bodů |
| Zlatá medaile    | Koen Verweij             | Nizozemsko  | 36,76 (4.)   | 3:43,54 (1.)  | 1:47,96 (2.)  | 6:25,15 (1.)  | 148,517    |
| Stříbrná medaile | Brian Hansen             | USA         | 36,50 (1.)   | 3:47,60 (3.)  | 1:46,83 (1.)  | 6:33,89 (2.)  | 149,432    |
| Bronzová medaile | Antoine Gélinas-Beaulieu | Kanada      | 36,86 (6.)   | 3:49,66 (6.)  | 1:48,44 (3.)  | 6:34,66 (3.)  | 150,748    |
| 4.               | Sverre Lunde Pedersen    | Norsko      | 37,23 (15.)  | 3:47,05 (2.)  | 1:49,28 (4.)  | 6:36,82 (4.)  | 151,179    |
| 5.               | Frank Hermans            | Nizozemsko  | 37,123 (12.) | 3:48,47 (4.)  | 1:50,67 (7.)  | 6:40,17 (7.)  | 152,105    |
| 6.               | Ha Hong-son              | Jižní Korea | 36,89 (7.)   | 3:53,09 (11.) | 1:49,51 (5.)  | 6:41,91 (8.)  | 152,432    |
| 7.               | Pak Sok-min              | Jižní Korea | 37,30 (16.)  | 3:48,50 (5.)  | 1:51,79 (13.) | 6:38,04 (5.)  | 152,450    |
| 8.               | Maurice Vriend           | Nizozemsko  | 37,41 (17.)  | 3:51,18 (8.)  | 1:50,70 (8.)  | 6:44,54 (9.)  | 153,294    |
| 9.               | Šóta Nakamura            | Japonsko    | 37,55 (18.)  | 3:52,22 (9.)  | 1:51,26 (10.) | 6:40,04 (6.)  | 153,343    |
| 10.              | Džunja Miwa              | Japonsko    | 36,54 (2.)   | 3:55,45 (14.) | 1:52,22 (16.) | 6:46,40 (10.) | 153,827    |
|                  |                          |             |              |               |               |               |            |
| 20.              | Milan Sáblík             | Česko       | 37,81 (22.)  | 3:58,87 (21.) | 1:52,91 (18.) | —             | 115,257    |

## Dívky
| Pořadí           | Jméno                   | Země        | Čas 1       | Čas 2       | Celkový čas |
| ---------------- | ----------------------- | ----------- | ----------- | ----------- | ----------- |
| Zlatá medaile    | Jekatěrina Ajdovová     | Kazachstán  | 39,18 (1.)  | 38,95 (1.)  | 78,130      |
| Stříbrná medaile | Lotte van Beeková       | Nizozemsko  | 39,631 (3.) | 39,60 (4.)  | 79,230      |
| Bronzová medaile | Janine Smitová          | Nizozemsko  | 39,70 (6.)  | 39,55 (3.)  | 79,250      |
| 4.               | Erina Kamijaová         | Japonsko    | 39,636 (4.) | 39,73 (5.)  | 79,360      |
| 5.               | An Či-min               | Jižní Korea | 39,97 (9.)  | 39,41 (2.)  | 79,380      |
| 6.               | Floor van den Brandtová | Nizozemsko  | 39,66 (5.)  | 39,91 (8.)  | 79,570      |
| 7.               | Hege Bøkková            | Norsko      | 39,78 (7.)  | 39,80 (6.)  | 79,580      |
| 8.               | Kim Hjon-jong           | Jižní Korea | 39,85 (8.)  | 39,84 (7.)  | 79,690      |
| 9.               | Misaki Ošigiriová       | Japonsko    | 40,01 (10.) | 40,06 (11.) | 80,070      |
| 10.              | Angelina Golikovová     | Rusko       | 40,23 (15.) | 39,96 (9.)  | 80,190      |
|                  |                         |             |             |             |             |
| 24.              | Karolína Erbanová       | Česko       | 39,44 (2.)  | DNF         | —           |

| Pořadí           | Jméno                 | Země        | Celkový čas |
| ---------------- | --------------------- | ----------- | ----------- |
| Zlatá medaile    | Lotte van Beeková     | Nizozemsko  | 1:17,00     |
| Stříbrná medaile | Hege Bøkková          | Norsko      | 1:17,40     |
| Bronzová medaile | Karolína Erbanová     | Česko       | 1:18,01     |
| 4.               | Janine Smitová        | Nizozemsko  | 1:18,73     |
| 5.               | Roxanne van Hemertová | Nizozemsko  | 1:18,86     |
| 6.               | Ida Njåtunová         | Norsko      | 1:18,89     |
| 7.               | An Či-min             | Jižní Korea | 1:18,99     |
| 8.               | Kim Hjon-jong         | Jižní Korea | 1:19,00     |
| 9.               | Angelina Golikovová   | Rusko       | 1:19,22     |
| 10.              | Jekatěrina Ajdovová   | Kazachstán  | 1:19,23     |

| Pořadí           | Jméno                  | Země       | Celkový čas |
| ---------------- | ---------------------- | ---------- | ----------- |
| Zlatá medaile    | Lotte van Beeková      | Nizozemsko | 1:57,95     |
| Stříbrná medaile | Hege Bøkková           | Norsko     | 1:59,32     |
| Bronzová medaile | Karolína Erbanová      | Česko      | 1:59,77     |
| 4.               | Roxanne van Hemertová  | Nizozemsko | 2:00,20     |
| 5.               | Jevgenija Dmitrijevová | Rusko      | 2:01,83     |
| 6.               | Ida Njåtunová          | Norsko     | 2:01,85     |
| 7.               | Yvonne Nautová         | Nizozemsko | 2:02,27     |
| 8.               | Miho Takagiová         | Japonsko   | 2:02,54     |
| 9.               | Jelena Sochrjakovová   | Rusko      | 2:02,94     |
| 10.              | Janine Smitová         | Nizozemsko | 2:03,06     |

| Pořadí           | Jméno                 | Země        | Celkový čas |
| ---------------- | --------------------- | ----------- | ----------- |
| Zlatá medaile    | Lotte van Beeková     | Nizozemsko  | 4:12,25     |
| Stříbrná medaile | Yvonne Nautová        | Nizozemsko  | 4:14,29     |
| Bronzová medaile | Jelena Sochrjakovová  | Rusko       | 4:15,50     |
| 4.               | Pak To-jong           | Jižní Korea | 4:16,40     |
| 5.               | Hege Bøkková          | Norsko      | 4:16,57     |
| 6.               | Ida Njåtunová         | Norsko      | 4:17,40     |
| 7.               | Jennifer Bayová       | Německo     | 4:17,76     |
| 8.               | Roxanne van Hemertová | Nizozemsko  | 4:18,76     |
| 9.               | Nana Takahašiová      | Japonsko    | 4:19,47     |
| 10.              | Taťjana Ušakovová     | Rusko       | 4:20,29     |
|                  |                       |             |             |
| 17.              | Karolína Erbanová     | Česko       | 4:25,12     |

### Stíhací závod družstev
- Závod nebyl součástí víceboje.
- Závodu se zúčastnilo 13 týmů.

| Pořadí           | Jméno                                                                        | Čas ve finále | Čas v rozjížďce |
| ---------------- | ---------------------------------------------------------------------------- | ------------- | --------------- |
| Zlatá medaile    | Nizozemsko Lotte van Beeková, Roxanne van Hemertová, Yvonne Nautová          | 3:08,35 (WR)  | 3:07,88         |
| Stříbrná medaile | Japonsko Miho Takagiová, Misaki Ošigiriová, Nana Takahašiová, Nana Takagiová | 3:14,52       | 3:09,68         |
| Bronzová medaile | Jižní Korea Pak To-jong, Kim Hjon-jong, An Či-min                            | 3:09,78       | 3:11,17         |
| 4.               | Kanada Kaylin Irvineová, Brianne Tuttová, Kali Christová                     | 3:11,17       | 3:11,48         |
| 5.               | Rusko Anna Černovová, Jevgenija Dmitrijevová, Jelena Sochrjakovová           | —             | 3:11,67         |
| 6.               | Německo Michele Metzová, Roxanne Dufterová, Jennifer Bayová                  | —             | 3:13,77         |
| 7.               | Čína Wang Ťien-lu, Čao Sin, Čchang Čchao                                     | —             | 3:14,06         |
| 8.               | Kazachstán Olga Žiginová, Taťjana Sokirková, Viktorija Lugová                | —             | 3:14,87         |
| 9.               | Itálie Francesca Lollobrigidová, Tea Ravnicová, Paola Simionatová            | —             | 3:16,91         |
| 10.              | Rumunsko Cristina Raduová, Raluca Doina Ştefová, Daniela Ilaşcuová           | —             | 3:23,90         |

### Celkové výsledky víceboje
- Závodu se zúčastnilo 30 závodnic.

| Pořadí           | Jméno                  | Země        | 500 m       | 1 500 m       | 1 000 m       | 3 000 m       | Počet bodů |
| Zlatá medaile    | Lotte van Beeková      | Nizozemsko  | 39,63 (2.)  | 1:57,95 (1.)  | 1:17,00 (1.)  | 4:12,25 (1.)  | 159,487    |
| Stříbrná medaile | Hege Bøkková           | Norsko      | 39,78 (3.)  | 1:59,32 (2.)  | 1:17,40 (2.)  | 4:16,57 (5.)  | 161,014    |
| Bronzová medaile | Karolína Erbanová      | Česko       | 39,44 (1.)  | 1:59,77 (3.)  | 1:18,01 (3.)  | 4:25,12 (13.) | 162,554    |
| 4.               | Roxanne van Hemertová  | Nizozemsko  | 40,24 (9.)  | 2:00,20 (4.)  | 1:18,86 (4.)  | 4:18,76 (8.)  | 162,862    |
| 5.               | Ida Njåtunová          | Norsko      | 40,21 (8.)  | 2:01,85 (6.)  | 1:18,89 (5.)  | 4:17,40 (6.)  | 163,171    |
| 6.               | Jelena Sochrjakovová   | Rusko       | 40,46 (11.) | 2:02,94 (9.)  | 1:20,02 (11.) | 4:15,50 (3.)  | 164,033    |
| 7.               | Kim Hjon-jong          | Jižní Korea | 39,85 (4.)  | 2:03,56 (12.) | 1:19,00 (7.)  | 4:22,47 (11.) | 164,281    |
| 8.               | Miho Takagiová         | Japonsko    | 40,16 (7.)  | 2:02,54 (8.)  | 1:19,57 (8.)  | 4:21,36 (10.) | 164,351    |
| 9.               | Yvonne Nautová         | Nizozemsko  | 41,21 (22.) | 2:02,27 (7.)  | 1:20,03 (12.) | 4:14,29 (2.)  | 164,362    |
| 10.              | Jevgenija Dmitrijevová | Rusko       | 40,70 (14.) | 2:01,83 (5.)  | 1:19,96 (10.) | 4:21,03 (9.)  | 164,795    |